# Zenodorus urvillei
Zenodorus urvillei är en spindelart som först beskrevs av Charles Athanase Walckenaer 1837.  Zenodorus urvillei ingår i släktet Zenodorus och familjen hoppspindlar. Inga underarter finns listade i Catalogue of Life.